# Tibor Várady
Tibor Várady (en serbe cyrillique : Тибор Варади ; en serbe latin : Tibor Varadi ; né le 25 mai 1939 à Zrenjanin) est un juriste et un écrivain serbe et hongrois. Il est notamment membre de l'Académie serbe des sciences et des arts et membre de la Section de Novi Sad de l'Académie serbe des sciences et des arts,.

## Biographie
Né en 1939 à Veliki Bečkerek, aujourd'hui Zrenjanin, Tibor Várady sort diplômé de la Faculté de droit de l'université de Belgrade puis poursuit ses études à la Faculté de droit de Harvard, où il obtient un doctorat. En 1962-1963, il exerce en tant qu'avocat dans le cabinet de son père. Puis, spécialiste de droit international, il enseigne à la Faculté de droit de l'université de Novi Sad de février 1963 à juillet 1992.
Entre juillet 1992 et mars 1993, Várady est ministre de la Justice de la République fédérale de Yougoslavie dans le gouvernement de Milan Panić (en). Après la défaite électorale de Panić face à Milošević, il quitte la Yougoslavie. À partir de 1993, il enseigne à l'Université d'Europe centrale de Budapest. Parallèlement, il enseigne chaque année un semestre dans des universités américaines telles que l'université de Floride (1981), Berkeley (1991), Cornell (1993, 1995, 1997) et Emory. En janvier 1999, il devient professeur titulaire à l'université Emory, où il enseigne un semestre chaque année jusqu'en 2012 ; cette année-là, il devient professeur émérite de cette  université,.
De 2001 à 2008, il a été conseiller et avocat dans 10 procès intentés devant la Cour internationale de justice.
Várady est l'auteur de plus de 200 publications en cinq langues. Parmi ses ouvrages les plus récents figurent International Commercial Arbitration (en collaboration avec John Barcelo et A. Von Mehren ; 3e édition Thomson & West, 2006) et Language and Translation in International Commercial Arbitration (T.M.C. Asser Press, 2006).

## Récompenses et hommages
En 1991, Tibor Várady est devenu membre correspondant de l'Académie serbe des sciences et des arts et, en 2003, membre de plein droit. Il est également membre de plusieurs associations professionnelles comme la International Law Association, la Société de législation comparée ou la Society of European Contract Law (Secola).

## Littérature
Tibor Várady est également reconnu comme écrivain. Il est l'un des fondateurs du magazine littéraire d'avant-garde en hongrois Új Symposion, publié à Novi Sad, dont il a été le rédacteur en chef entre 1969 et 1971 ; de 1990 à 1999, il a été le rédacteur en chef du magazine Létünk.
Il a également publié plusieurs essais et ouvrages en prose. Parmi ses essais figure Vagy nem maga az élet a legjobb időtöltés ?, publié en 1971  (EAN 0129003183333) et le livre Mit i moda, écrit en serbe, qui a obtenu le prix Stražilovo en 1979. Son livre Az egérszürke szoba titka a été traduit en anglais sous le titre The Secret of the Mouse-Grey Room.

## Vie privée
Tibor Várady est marié à la psychiatre Vera Várady ; il a deux enfants : Zoltán, né en 1977, et Tibor, né en 1978. Il parle anglais, français, allemand, serbe et hongrois et peut lire des articles spécialisés en espagnol et en italien.